# FC Odra Petřkovice
FC Odra Petřkovice je český fotbalový klub, který sídlí v ostravské městské části Petřkovice. Založen byl v roce 1936 pod názvem SK Petřkovice. Svůj současný název nese od roku 1995. Počínaje soutěžním ročníkem 2023/24 působí v I. B třídě Moravskoslezského kraje sk. B (9. nejvyšší soutěž v České republice). Po ukončení soutěžního ročníku 2020/21 se klub dostal do finančních problémů, byl tedy nucen se odhlásit z MSFL. Dne 6. dubna potvrdil výkonný výbor FAČR převod práv na start v MSFL pro sezonu 2021/22 z FC Odra Petřkovice, z.s. na Městský fotbalový klub Frýdek-Místek, z.s. Pro soutěžní ročník 2021/22 se Petřkovice přihlásily do Městského přeboru Ostravy. Mládežnické celky působí nadále beze změny.
Své domácí zápasy odehrává na stadionu Odra Petřkovice s kapacitou 1 500 diváků.

## Historické názvy
Zdroj: 
- 1936 – SK Petřkovice (Sportovní klub Petřkovice)
- 1945 – TJ Sokol Petřkovice (Tělovýchovná jednota Sokol Petřkovice)
- 1967 – TJ Vítězný únor Ostrava (Tělovýchovná jednota Vítězný únor Ostrava)
- 1990 – HTJ Odra Ostrava (Hornická tělovýchovná jednota Odra Ostrava)
- 1995 – FC Odra Petřkovice (Football Club Odra Petřkovice)

## Umístění v jednotlivých sezonách
Stručný přehled
Zdroj: 
- 1995–1998: I. B třída Slezské župy – sk. B
- 1998–1999: I. B třída Slezské župy – sk. C
- 2000–2002: I. A třída Slezské župy – sk. A
- 2002–2015: Přebor Moravskoslezského kraje
- 2015–2016: Divize E
- 2016–2021: Moravskoslezská fotbalová liga
- 2021–2022: Městský přebor – sk.A
- 2022–2023: Městský přebor Ostravy
- 2023–: I. B třída Moravskoslezského kraje – sk. B

Jednotlivé ročníky
Zdroj: 
Legenda: Z - zápasy, V - výhry, R - remízy, P - porážky, VG - vstřelené góly, OG - obdržené góly, +/- - rozdíl skóre, B - body, červené podbarvení - sestup, zelené podbarvení - postup, fialové podbarvení - reorganizace, změna skupiny či soutěže
| Česko (1995 – ) |                                            |        |    |    |    |    |    |    |     |    |        |
| Sezóny          | Liga                                       | Úroveň | Z  | V  | R  | P  | VG | OG | +/- | B  | Pozice |
| 1995/96         | I. B třída Slezské župy – sk. B            | 7      | 26 | 11 | 5  | 10 | 53 | 40 | +13 | 38 | 6.     |
| 1996/97         | I. B třída Slezské župy – sk. B            | 7      | 26 | 13 | 3  | 10 | 51 | 42 | +9  | 29 | 5.     |
| 1997/98         | I. B třída Slezské župy – sk. B            | 7      | 26 | 12 | 6  | 8  | 55 | 42 | +13 | 30 | 4.     |
| 1998/99         | I. B třída Slezské župy – sk. C            | 7      | 26 | 11 | 5  | 10 | 48 | 39 | +9  | 38 | 6.     |
| ...             |                                            |        |    |    |    |    |    |    |     |    |        |
| 2000/01         | I. A třída Slezské župy – sk. A            | 6      | 26 | 12 | 4  | 10 | 43 | 35 | +8  | 40 | 5.     |
| 2001/02         | I. A třída Slezské župy – sk. A            | 6      | 26 | 17 | 2  | 7  | 60 | 28 | +32 | 53 | 1.     |
| 2002/03         | Přebor Moravskoslezského kraje             | 5      | 30 | 14 | 5  | 11 | 57 | 42 | +15 | 47 | 6.     |
| 2003/04         | Přebor Moravskoslezského kraje             | 5      | 30 | 9  | 6  | 15 | 42 | 57 | −15 | 33 | 12.    |
| 2004/05         | Přebor Moravskoslezského kraje             | 5      | 30 | 11 | 6  | 13 | 47 | 53 | −6  | 39 | 8.     |
| 2005/06         | Přebor Moravskoslezského kraje             | 5      | 30 | 10 | 8  | 12 | 42 | 47 | −5  | 38 | 9.     |
| 2006/07         | Přebor Moravskoslezského kraje             | 5      | 30 | 13 | 7  | 10 | 68 | 53 | +15 | 46 | 5.     |
| 2007/08         | Přebor Moravskoslezského kraje             | 5      | 30 | 16 | 9  | 5  | 63 | 37 | +26 | 57 | 3.     |
| 2008/09         | Přebor Moravskoslezského kraje             | 5      | 30 | 12 | 7  | 11 | 60 | 53 | −7  | 43 | 10.    |
| 2009/10         | Přebor Moravskoslezského kraje             | 5      | 30 | 12 | 4  | 14 | 49 | 59 | −10 | 40 | 10.    |
| 2010/11         | Přebor Moravskoslezského kraje             | 5      | 30 | 14 | 8  | 8  | 54 | 39 | +15 | 50 | 6.     |
| 2011/12         | Přebor Moravskoslezského kraje             | 5      | 30 | 14 | 5  | 11 | 53 | 39 | +14 | 47 | 7.     |
| 2012/13         | Přebor Moravskoslezského kraje             | 5      | 30 | 11 | 4  | 15 | 35 | 45 | −10 | 37 | 12.    |
| 2013/14         | Přebor Moravskoslezského kraje             | 5      | 30 | 12 | 10 | 8  | 43 | 45 | −2  | 46 | 5.     |
| 2014/15         | Přebor Moravskoslezského kraje             | 5      | 30 | 21 | 4  | 5  | 67 | 30 | +37 | 67 | 1.     |
| 2015/16         | Divize E                                   | 4      | 30 | 21 | 1  | 8  | 53 | 29 | +24 | 64 | 1.     |
| 2016/17         | Moravskoslezská fotbalová liga             | 3      | 30 | 12 | 9  | 9  | 52 | 45 | +7  | 45 | 6.     |
| 2017/18         | Moravskoslezská fotbalová liga             | 3      | 30 | 12 | 4  | 14 | 49 | 49 | 0   | 40 | 12.    |
| 2018/19         | Moravskoslezská fotbalová liga             | 3      | 30 | 19 | 3  | 8  | 58 | 35 | +23 | 60 | 2.     |
| ** 2019/20      | Moravskoslezská fotbalová liga             | 3      | 18 | 10 | 4  | 4  | 32 | 17 | +15 | 34 | 2.     |
| 2020/21         | Moravskoslezská fotbalová liga             | 3      | 10 | 6  | 1  | 3  | 17 | 15 | +2  | 19 | 4.     |
| 2021/22         | Městský přebor Ostravy sk. A               | 8      | 22 | 12 | 2  | 8  | 60 | 32 | +28 | 38 | 4.     |
| 2022/23         | Městský přebor Ostravy                     | 8      | 22 | 17 | 2  | 3  | 62 | 26 | +36 | 55 | 2.     |
| 2023/24         | I. B třída Moravskoslezského kraje – sk. B | 7      | 26 | 11 | 4  | 11 | 58 | 57 | +1  | 37 | 6.     |
| 2024/25         | I. B třída Moravskoslezského kraje – sk. B | 7      | 24 | 11 | 7  | 6  | 58 | 40 | +18 | 40 | 5.     |

**= sezona předčasně ukončena z důvodu pandemie covidu-19